# Wire (groupe)
Pour les articles homonymes, voir Wire.
Wire est un groupe de rock britannique, originaire de Londres, en Angleterre. D'abord associé à la première vague punk rock londonienne, Wire est ensuite un élément décisif du courant post-punk, en raison de leur son richement travaillé et atmosphérique, de leurs thèmes lyriques assez obscurs et, à un moindre degré, de leur position idéologique situationniste.

## Biographie

### Débuts (1976–1980)

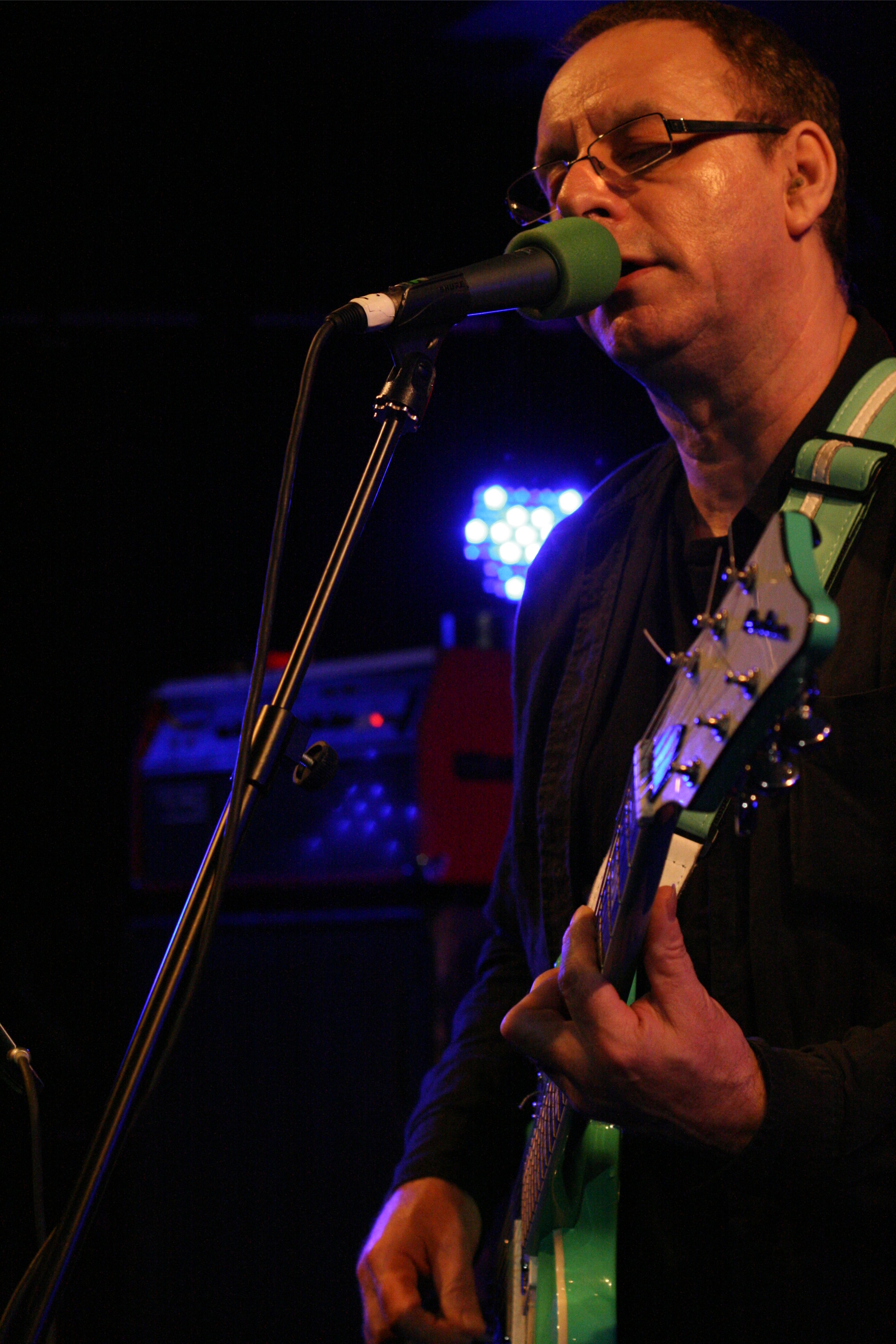
Colin Newman, en 2011.

Wire est formé en octobre 1976 par quatre étudiants en art de Watford et Hornsey, dans la banlieue de Londres. Ils profitent de l'exposition médiatique du punk pour se faire connaître et signent en septembre 1977 sur le label Harvest Record. Le groupe se développe à partir d'un son plutôt brut (Pink Flag de 1977) pour atteindre un son plus complexe et plus structuré, avec une plus grande utilisation de synthétiseurs (Chairs Missing en 1978 et 154 en 1979). Sur ces trois premiers albums, on note le rôle essentiel du producteur Mike Thorne, parfois considéré comme le cinquième membre du groupe. Par conséquent, il a eu une grande influence, au cours des décennies suivantes, sur une grande variété de groupes et de genres musicaux rock 'n' roll, notamment sur The Urinals, The Minutemen, R.E.M., qui a enregistré une version de Strange sur leur album Document et Bloc Party, Futureheads et Franz Ferdinand.
En 1979, des différences créatrices tirent le groupe dans diverses directions, les faisant aboutir à l'album Document and Eyewitness. De là suit une « période de suspension » (1980-1985) qui joue en faveur de projets solo et de collaborations hors du groupe, par exemple les groupes Dome, Cupol, Duet Emmo et plusieurs efforts solos de Newman.

### Retour (1985–1992)
En 1985, le groupe se reforme et réacquiert la faveur de la critique, mais sans se faire tout à fait la même place que dans la décennie précédente. S'étant réformé en « beat combo », le groupe s'immerge de plus en plus dans la musique électronique. En 1990, Gotobed, le batteur, en est venu à se déclarer lui-même être littéralement « de l'équipement superflu ». Le trio restant marque la sortie de Gotobed en renommant le groupe Wir, et sort encore un album (The First Letter, 1991). Bien que cet album n'ait reçu qu'un accueil mitigé, le son était en avance sur son temps. L'étrange effort de collaboration s'est ponctué d'une autre période d'enregistrements solos, pendant lesquels Newman fonde le label swim~ avec son épouse, l'ancienne bassiste de Minimal Compact, Malka Spigel. Ce n'est qu'en 1999 que Wire redevient un projet à plein temps pour ses musiciens. 

### Années 2000 et 2010
Avec Gotobed (alias Robert Grey) de nouveau inclus, le groupe commence par retoucher le gros de son catalogue passé pour un concert au Royal Festival Hall. De bonnes réactions durant une courte excursion aux États-Unis et quelques concerts au Royaume-Uni ont convaincu le groupe de continuer. Le son du groupe se renouvelle, se basant en grande partie autour de crochets de guitare réglés au quart de tour et de percussions très rapides. Deux EP et un album (Send, 2003) suivent, de même que des collaborations live avec Es Devlin et Jake et Dinos Chapman.
Bruce Gilbert quitte le groupe en 2004, et n'apparait pas sur leur onzième album studio, Object 47, écrit par Colin Newman et Graham Lewis  ; en concert, il est remplacé à la guitare rythmique par Margaret Fiedler McGinnis, de Laika (qui avait repris la chanson German Shepherds sur la compilation hommage Whore et joue en tournée avec PJ Harvey).
Matthew Simms est maintenant à la guitare dans les tournées, et a participé au développement du dernier album : Change Becomes Us.
Leur influence sur la britpop et sur le rock indépendant en général est importante ; une accusation de plagiat entre l'éditeur de Wire et  le groupe Elastica sur la similitude entre la chanson de Wire Three Girl Rhumba (1977) et le succès Connection d'Elastica (1995) s'est finalement réglé à l'amiable. Le travail de Blur, de même que celui de plusieurs groupes moins importants de britpop, est particulièrement parfumé du style de Wire des années 1970. Spoon reprend un morceau de Wire. Comme The Velvet Underground, Wire est un groupe dont l'influence a surpassé les ventes de disques, relativement modestes. Wire a également influencé des formations comme le groupe de post-hardcore Big Black, qui sort d'ailleurs un EP intitulé Heartbeat, reprenant la chanson de l'album Chairs Missing.

## Discographie

### Albums studio
- 1977 : Pink Flag (novembre 1977)
- 1978 : Chairs Missing (septembre 1978, UK #48)
- 1979 : 154 (septembre 1979, UK #39)
- 1987 : The Ideal Copy (avril 1987, UK #87)
- 1988 : A Bell Is a Cup...Until It Is Struck (mai 1988)
- 1989 : It's Beginning To And Back Again (mai 1989)
- 1990 : Manscape (mai 1990)
- 1991 : The Drill (avril 1991)
- 1991 : The First Letter (octobre 1991)
- 2003 : Send (mai 2003)
- 2008 : Object 47 (juillet 2008)
- 2011 : Red Barked Tree (janvier 2011)
- 2013 : Change Becomes Us (mars 2013)
- 2015 : Wire (avril 2015)
- 2016 : Nocturnal Koreans (avril 2016)
- 2017 : Silver/Lead (mars 2017)
- 2020 : Mind Hive (janvier 2020)
- 2020 : 10:20 (juin 2020)

### Singles et EP
- 1977 : Mannequin / 12XU / Feeling Called Love (novembre 1977)
- 1978 : I am the Fly / Ex-Lion Tamer (février 1978)
- 1978 : Dot Dash / Options R (juin 1978)
- 1979 : Outdoor Miner / Practice Makes Perfect (janvier 1979, UK #51)
- 1979 : A Question of Degree / Former Airline (juin 1979)
- 1979 : Map Reference 41°N 93°W / Go Ahead (octobre 1979)
- 1981 : Our Swimmer / Midnight Bahnhof Cafe (mai 1981)
- 1983 : Crazy About Love / Second Length (Our Swimmer) / Catapult 30  (mars 1983)
- 1986 : Snakedrill (EP, novembre 1986)
- 1987 : Ahead / Feed Me (live) (mars 1987)
- 1988 : Kidney Bingos / Pieta (mars 1988)
- 1988 : Silk Skin Paws / German Shepherds (juin 1988)
- 1990 : Life in the Manscape / Gravity Worship (mai 1990)
- 1991 : So and Slow It Goes / Nice from Here (avril 1991, en tant que Wir)
- 1995 : First Letter / The Last Number (décembre 1995, avec Hafler Trio)
- 2011 : Srays Ep (janvier 2011)

### Compilations et albums live
- 1981 : Document and Eyewitness (live)
- 1986 : Play Pop
- 1986 : In the Pink (live)
- 1987 : The Peel Sessions
- 1989 : It's Beginning to and Back Again
- 1989 : On Returning (1977-1979)
- 1990 : Double Peel Sessions
- 1993 : 1985-1990 The A List
- 1994 : Exploding Views (avec un livre)
- 1995 : Behind the Curtain
- 1996 : Turns and Strokes
- 1997 : Coatings
- 2004 : On The Box: 1979
- 2005 : The Scottish Play: 2004
- 2012 : The Black Session - Paris, 10 May 2011
- 2022 : Not About to Die: Studio Demos 1977-1978

### Singles
| Année | Titre        | Position au palmarès | Position au palmarès | Position au palmarès | Position au palmarès | Album                            |
| Année | Titre        | US Hot 100           | US Modern Rock       | US Mainstream Rock   | UK                   | Album                            |
| 1989  | Eardrum Buzz | -                    | 2                    | -                    | -                    | It's Beginning to and Back Again |
| 1989  | In Vivo      | -                    | 24                   | -                    | -                    | It's Beginning to and Back Again |